# شویچی ماسوتومی
شویچی ماسوتومی (انگلیسی: Shoichi Masutomi؛ زادهٔ ۱۲ ژانویهٔ ۱۹۱۲ - درگذشته نامشخص) کشتی‌گیر اهل ژاپن است.